# Marcii
Pour les articles homonymes, voir Marcius (insecte).
Marcius, parfois écrit Martius, était le nomen d'une ancienne famille d'abord patricienne puis plébéienne romaine, la gens Marcia. Elle faisait partie des cent gentes aux origines de Rome et son nom provient de la divinité sabine au nom osque Mavors ou Mamers, assimilée plus tard à Mars.
Cette gens d'origine sabine affirmait descendre du quatrième roi de Rome, Ancus Marcius. La gens faisait frapper l'effigie de Numa Pompilius et d'Ancus Marcius sur ses monnaies et une des familles de la gens portait même le nomen Rex (en latin : roi). Malgré cette antiquité supposée, on ne trouve cependant aucun patricien portant ce nom dans les premiers temps de la République, à l'exception de Coriolan. Ce n'est qu'après la promulgation des lois liciniennes que l'on trouve des membres de cette famille atteignant la charge consulaire, le premier étant Caius Marcius Rutilus Censorinus, consul en 357 av. J.-C..
La seule branche patricienne de la famille portait le nom de Coriolanus. Les branches plébéiennes, à l'époque de la République, avaient pour nom Censorinus, Crispus, Figulus, Libo, Philippus, Ralla, Rex,, Rufus, Rutilus,, Scilla, Septimus, Sermo et  Tremulus,.
Un devin Marcius serait à l'origine des ludi apollinares (jeux apollinaires) en 212 av. J.-C. et c'est également à un des membres de cette famille, Quintus Marcius Rex, que Rome doit la construction du fameux aqueduc Aqua Marcia.

## Sous laRoyauté
- Marcus, (v.-760 - ?)
  - Marcus Marcius, (v.-725 - ?);
    - Numa Marcius, (v.695 - ?), pontife, Préfet de Rome;
      - Ancus Marcius, (v.-670 - -616), Roi de Rome en -640;
        - (Marcius), (v.-640 - -616/579);
        - (Marcius), (v.-640 - -616/579);
          - ? (Marcius), (v.-615 - ?);
            - ? (Marcius), (v.-580 - ?);
              - (Marcius), (v.-550 - ?);
                - Cnaeus Marcius Coriolanus, (v.-530 - ap.-491), figure légendaire dont l'existence historique est très douteuse.

## Sous laRépublique
- Caius Marcius, (v.-455 - ?);
  - Lucius Marcius, (v.-430 - ?);
    - Caius Marcius Rutilus,  (v.-410 - ap.-351), consul en -357, -352, -344 et -342, premier dictateur plébéien en -356, premier censeur plébéien en -351;
      - Caius Marcius Rutilus Censorinus, (v.-350 - ap.-265), consul en -310, censeur en -294 et -265;
        - Marcius Censorinus, (v.-300 - ?);
          - Caius Marcius Censorinus, (v.-265 - ?);
            - Caius Marcius Censorinus, (v.-230 - ?);
              - Lucius Marcius Censorinus, (v.-192 - ap.-147), consul en -149;
                - Caius Marcius Censorinus, (v.-155 - ?);
                  - Caius Marcius Censorinus, (v.-115 - -82), triumvir monétaire en -88, légat de Cinna, exécuter par Sylla;
                    - Caius Marcius Censorinus, (v.-86 - -53), légat de Crassus;

                  - Lucius Marcius Censorinus, (v.-110 - ap.-70), triumvir monétaire en -82;
                    - Lucius Marcius Censorinus, (v.-80 - ap.-17), consul en -39;
                      - Marcia Censorina, (v.-55 - ?), épouse de Lucius Sempronius Atratinus;
                      - Caius Marcius Censorinus, (v.-42 - 3), consul en -8, proconsul d'Asie;

                - Cnaeus Marcius Censorinus, (v.150 - ap.-122), tribun de la plèbe vers -123;

  - ? Cnaeus Marcius, tribun de la plèbe en -389[4],[6]
  - ? Quintus Marcius;
    - Quintus Marcius;
      - Quintus Marcius Tremulus, (v.-350 - , consul en -306 et en -288;
        - Quintus Marcius Philippus, (v.-320 - ap.-263) , consul en -281;
          - Marcia, (v.-285 - ?), épouse de Marcus Atilius Regulus;
          - Lucius Marcius Philippus, (v.-280 - ?);
            - Quintus Marcius Philippus, (v.-229 - ap.-164), consul en -186, censeur en -164;
              - Quintus Marcius Philippus, (v.-200 - ap.-163);
                - Quintus Marcius Philippus, (v.-160 - ap.v.-114), triumvir monétaire vers -129;
                  - Lucius Marcius Philippus, (v.-136 - -74), consul en -91, censeur en -86;
                    - Lucius Marcius Philippus, (v.-102 - -42), proconsul de Syrie en -61, consul en -56;
                      - Lucius Marcius Philippus, (v.-80 - ap.-33), consul suffect en -38;
                        - Marcia, (v.-45 - ?), épouse de Paullus Fabius Maximus;

                      - Marcia, épouse de Marcus Porcius Cato puis de Quintus Hortensius Hortalus;

                    - ? Quintus Marcius Philippus, (v.-90 - ap.-36), consul suffect en -36;

          - Caius Marcius Figulus, (v.-265 - ?);
            - Caius Marcius Figulus, (v.-210 - ap.-156), consul en -162 et -156;
              - Caius Marcius Figulus, (v.-168 - ap.v.-130), préteur vers -130, candidat au consulat;
                - Caius Marcius Figulus, (v.-140 - ?);
                  - Caius Marcius Figulus, (v.-105 - ap.-64), consul en -64;
                    - Lucius Marcius Figulus, (v.-70 - ap.-43), praefectus class en -43;

            - Titus Marcius Figulus, (v.-205 - ap.-169).

### Marcii Rex
- Marcus Marcius, (v.-250 - -210), Rex sacrorum;
  - Quintus Marcius Rex, (v.-220 - ?);
    - Quintus Marcius Rex, (v.-185 - ap.-143), préteur urbain en -144;
      - Quintus Marcius Rex, (v.-160 - ap.-117), consul en -118;
        - (Quintus) Marcius Rex, (v.-130 - -118);
        - Quintus Marcius Rex, (v.-110 - -61), consul en -68;
          - Quintus Marcius Rex, (v.-70 - ap.-48);

      - Marcia, (v.-150 - -114), vestale;
      - Marcia, (v.-145 - ap.-68), épouse de Caius Iulius Caesar;

  - Publius Marcius Rex, (v.-215 - ap.-171).

### Autres
- Manius Marcius, (v.-190 - ?), édile plébéien vers -160 qui, selon Pline l'Ancien, aurait effectué la première distribution de blé en grain au prix d'un as par modius[7],[8],[a 1]
  - Marcus Marcius, (v.-155 - ap.v.-134), triumvir monétaire vers -134;

#### Marcii Ralla
- (Marcius Ralla), (v.-260 - ?);
  - Marcus Marcius Ralla, (v.-240 - ap.-202), préteur urbain en -204;
  - Quintus Marcius Ralla, (v.-230 - ap.-192), tribun de la plèbe en -196[4],[9];

#### Autres
- Quintus Marcius Scilla, tribun de la plèbe en 172[4],[10]
- Marcus Marcius Sermo, tribun de la plèbe en 172[4],[10]

## Sous l'Empire

### Marcii Barea
- Caius Marcius, (v.-55 - ?);
  - Caius Marcius, (v.-30 - ?);
    - Quintus Marcius Barea Soranus, (v.-6 - ap.-42), consul suffect en 34, proconsul d'Afrique;
      - Quintus Marcius Barea Sura, (v.15 - ?),
        - Marcia Furnilla, (v.45 - ap.65), épouse de Titus Flavius Vespasianus;

      - (Quintus Marcius) Barea Soranus, (v.20 - 66), consul suffect en 54, proconsul d'Asie;
        - (Marcia) Servilia, (47 - 66), épouse de Annius Pollio;

### Marcii Turbo
- Quintus Marcius Turbo, général romain IIe siècle, qui servit Trajan et Hadrien

### Marcii Rufini
Les Marcii Rufini sont originaire de Bénévent, ils sont inscrits dans la Tribu Stellatina.
- Cnaeus Marcius Rufinus, (v.70 - ap.101);
  - ? (Cnaeus Marcius Rufinus), (v.100 - ?);
    - Cnaeus (Marcius Rufinus), (v.130 - ?);
      - Cnaeus Marcius Rustius Rufinus, (v.160 - ap.207), Préfet des vigiles;
        - Rustia Sabina, (v.198 - v.205);

### Autres
- Imp. Mar(cius) Silbannacus Augustus, usurpateur romain en 253.

### Sources antiques
- Plutarque, Vie de Coriolan, I
- [Tite-Live] Tite-Live, Histoire romaine [détail des éditions] (BNF 12008346).